# Григорьев, Максим Сергеевич (баскетболист)
Максим Сергеевич Григорьев (род. 25 апреля 1990, Ленинград, СССР) — российский профессиональный баскетболист и тренер, игравший на позиции атакующего защитника.

## Игровая карьера
Максим Григорьев родился в Ленинграде. В возрасте 16 лет перебрался в Ростов-на-Дону, где тогда базировался «Локомотив-Кубань». Позже вместе с клубом переехал в Краснодар.
В феврале 2011 года Григорьев продлил контракт с краснодарской командой до 2015 года.
В декабре 2012 года Григорьев был признан «Лучшим молодым игроком» Единой лиги ВТБ по итогам месяца. В 3 декабрьских матчах Максим набирал в среднем 12,0 очка, 4,3 подбора и 0,6 передачи.
В октябре 2014 года Григорьев был признан «Лучшим российским игроком» Единой лиги ВТБ по итогам месяца. В 5 матчах в составе краснодарской команды Максим в среднем набирал 8,2 очка, 2,0 передачи и заработал 9,6 балла за эффективность действий.
В июне 2015 года Григорьев подписал 2-летний контракт с «Нижним Новгородом».
По итогам октября 2015 года был признан «Лучшим российским игроком» Единой лиги ВТБ. В 5 матчах нижегородской команды Григорьев набирал в среднем 17,6 очка, делал 3,2 передачи, 4,0 подбора, 0,8 перехвата и заработал 16,6 балла за эффективность действий.
4 ноября 2015 года, во 2 четверти матча Еврокубка с «Нептунасом», Григорьев получил повреждение крестообразных связок правого колена. После проведённой операции в Германии стало известно, что Максим выбыл до конца сезона 2015/2016. В декабре была проведена повторная операция в Москве.
Перед началом сезона 2016/2017 Григорьев был назначен капитаном «Нижнего Новгорода».
В конце октября 2016 года Григорьев вернулся к тренировкам в общей группе, а 2 ноября провёл свою первую игру после травмы. В матче Еврокубка с «МЗТ Скопье» Максим вышел в стартовой пятёрке и набрал 13 очков, 3 подбора и 1 блок-шот.
В январе 2017 года Григорьев получил повреждение мениска, и вновь был прооперирован.В сезоне 2016/2017 в Единой лиге ВТБ он набирал в среднем 3,5 очка, 0,9 подбора и 1,4 передачи, в Еврокубке – 5,5 очка, 1,3 подбора и 1,4 передачи.
В мае 2017 года Григорьев подписал новый 2-летний контракт с «Нижним Новгородом».
7 октября 2018 года во время матча Единой лиги ВТБ между «Нижним Новгородом» и «Калевом» (68:82) Григорьев получил разрыв передней крестообразной связки левого коленного сустава. Срок восстановления после проведённой операции составит от 6 до 9 месяцев.
В августе 2019 года Григорьев перешёл в «Парму». В 17 матчах Единой лиги ВТБ Максим набирал 13,5 очка, 1,7 подбора и 1,1 передачи.
29 января 2020 года стал известен состав команд на «Матч всех звёзд» Единой лиги ВТБ. По итогам голосования болельщиков и анкетирования СМИ, в котором приняли участие 22 издания, Григорьев попал в состав команды «Звёзд России».
В августе 2020 года Григорьев подписал с «Пармой» новый контракт.
В ноябре 2021 года Григорьев стал игроком «Уралмаша».
Сезон 2022/2023 Григорьев начинал в «Барнауле». В 15 матчах Суперлиги Максим набирал 16,2 очка, 2,9 передачи, 3,1 подбора и 1,4 перехвата.
В феврале 2023 года Григорьев перешёл в «Новосибирск».

## Тренерская карьера
В декабре 2024 года Григорьев был назначен и.о. главного тренера «БАРС-РГЭУ».

## Сборная России
В июне 2011 года Григорьев был включён в расширенный состав сборной России для подготовки к Евробаскету-2011, но в августе покинул расположение национальной команды. После матча со сборной Литвы главный тренер Дэвид Блатт поблагодарил Максима за проделанную работу и отметил, что это был последний день для игрока на сборах перед Евробаскетом-2011.
В апреле 2012 года Григорев вошёл в список 16 кандидатов в сборную России, приглашённых на первый сбор для подготовки к участию в Олимпийском квалификационном турнире.
В июне 2013 года Григорьев попал в расширенный состав сборной России для подготовки к Евробаскету-2013. 6 августа, по окончании утренней тренировки, которая стала последней перед отъездом в Ригу на товарищеские матчи, главный тренер сборной России Василий Карасёв сообщил, что Григорьев в дальнейшей подготовке команды к Евробаскету-2013 участвовать не будет.
В июле 2013 года, в составе студенческой сборной России, стал победителем Универсиады.
5 марта 2015 года в ходе заседания исполкома РФБ был утвержден расширенный состав сборной России для подготовки к Евробаскету-2015. В состав команды был включен и Максим Григорьев.
В январе 2020 года Григорьев был включён в расширенный состав сборной России на отборочные игры Евробаскета-2021.
23 февраля 2020 года Григорьев дебютировал в сборной России. В игре против Северной Македонии (77:67) Максим провёл на площадке 13 минут 39 секунд и набрал 7 очков, 1 передачу и 1 подбор.

## Личная жизнь
Мама Максима Григорьева — Ольга Григорьева. Она известная российская писательница в жанре «фэнтези».

## Достижения

### Клубные
- Обладатель Еврокубка: 2012/2013
- Серебряный призёр Кубка вызова: 2010/2011
- Серебряный призёр Единой лиги ВТБ: 2014/2015
- Бронзовый призёр Единой лиги ВТБ: 2012/2013
- Чемпион Суперлиги-1 дивизион: 2021/2022
- Бронзовый призёр чемпионата России (2): 2011/2012, 2014/2015
- Серебряный призёр Кубка России (3): 2013/2014, 2017/2018, 2018/2019

### Сборная России
- Чемпион Универсиады: 2013

## Статистика
| Сезон                                                                                   | Команда          | Лига                             | GP  | GS | MPG  | FG%  | 3P%  | FT%   | RPG | APG | SPG | BPG | PPG  |  |
| 2011/12                                                                                 | Все клубы        | Все лиги                         | 55  | 30 | 15,6 | 32,3 | 28,8 | 82,1  | 1,5 | 1,1 | 0,4 | 0,0 | 4,8  |  |
| 2011/12                                                                                 | Локомотив-Кубань | ПБЛ                              | 23  | 12 | 16,9 | 31,4 | 29,8 | 83,3  | 1,5 | 1,3 | 0,7 | 0,0 | 5,0  |  |
| 2011/12                                                                                 | Локомотив-Кубань | Единая лига ВТБ                  | 20  | 10 | 12,0 | 35,2 | 25,8 | 77,4  | 1,1 | 1,0 | 0,2 | 0,1 | 3,5  |  |
| 2011/12                                                                                 | Локомотив-Кубань | Еврокубок                        | 12  | 8  | 19,0 | 31,5 | 30,0 | 86,4  | 2,2 | 1,1 | 0,4 | 0,0 | 6,6  |  |
| 2012/13                                                                                 | Все клубы        | Все лиги                         | 44  | 5  | 13,8 | 38,7 | 41,8 | 76,5  | 1,6 | 0,6 | 0,3 | 0,0 | 5,2  |  |
| 2012/13                                                                                 | Локомотив-Кубань | Единая лига ВТБ                  | 30  | 3  | 13,0 | 40,9 | 47,3 | 74,5  | 1,7 | 0,7 | 0,3 | 0,0 | 5,3  |  |
| 2012/13                                                                                 | Локомотив-Кубань | ПБЛ                              | 14  | 3  | 17,2 | 29,9 | 27,0 | 75,9  | 2,0 | 0,4 | 0,4 | 0,1 | 5,1  |  |
| 2012/13                                                                                 | Локомотив-Кубань | Еврокубок                        | 7   | 0  | 10,4 | 47,6 | 50,0 | 100,0 | 0,7 | 0,1 | 0,3 | 0,0 | 4,4  |  |
| 2013/14                                                                                 | Все клубы        | Все лиги                         | 32  | 2  | 9,2  | 30,8 | 24,5 | 72,9  | 0,8 | 0,4 | 0,4 | 0,0 | 3,0  |  |
| 2013/14                                                                                 | Локомотив-Кубань | Единая лига ВТБ                  | 20  | 1  | 10,7 | 32,7 | 30,0 | 71,9  | 1,1 | 0,5 | 0,5 | 0,0 | 3,6  |  |
| 2013/14                                                                                 | Локомотив-Кубань | Евролига                         | 12  | 1  | 6,5  | 26,1 | 7,7  | 75,0  | 0,3 | 0,4 | 0,3 | 0,0 | 2,1  |  |
| 2014/15                                                                                 | Все клубы        | Все лиги                         | 49  | 13 | 10,8 | 41,0 | 38,7 | 76,8  | 1,2 | 0,9 | 0,4 | 0,0 | 4,4  |  |
| 2014/15                                                                                 | Локомотив-Кубань | Единая лига ВТБ                  | 32  | 10 | 10,7 | 41,4 | 40,8 | 76,9  | 1,2 | 0,9 | 0,4 | 0,0 | 4,8  |  |
| 2014/15                                                                                 | Локомотив-Кубань | Еврокубок                        | 17  | 3  | 10,8 | 40,0 | 34,3 | 76,5  | 1,1 | 0,8 | 0,5 | 0,0 | 3,8  |  |
| 2015/16                                                                                 | Все клубы        | Все лиги                         | 10  | 9  | 26,3 | 41,3 | 42,2 | 84,2  | 3,2 | 2,6 | 1,0 | 0,2 | 13,5 |  |
| 2015/16                                                                                 | Нижний Новгород  | Единая лига ВТБ                  | 6   | 5  | 28,5 | 43,5 | 43,2 | 85,2  | 4,0 | 3,3 | 0,7 | 0,3 | 16,0 |  |
| 2015/16                                                                                 | Нижний Новгород  | Еврокубок                        | 4   | 4  | 22,9 | 36,7 | 40,0 | 81,8  | 2,0 | 1,5 | 1,5 | 0,0 | 9,8  |  |
| 2016/17                                                                                 | Все клубы        | Все лиги                         | 16  | 3  | 14,9 | 30,8 | 23,3 | 84,6  | 1,1 | 1,4 | 0,6 | 0,1 | 4,5  |  |
| 2016/17                                                                                 | Нижний Новгород  | Единая лига ВТБ                  | 8   | 1  | 13,1 | 27,6 | 23,8 | 87,5  | 0,9 | 1,4 | 0,4 | 0,0 | 3,5  |  |
| 2016/17                                                                                 | Нижний Новгород  | Еврокубок                        | 8   | 2  | 16,8 | 33,3 | 22,7 | 83,3  | 1,3 | 1,4 | 0,8 | 0,1 | 5,5  |  |
| 2017/18                                                                                 | Все клубы        | Все лиги                         | 30  | 9  | 11,8 | 41,3 | 40,8 | 82,7  | 1,0 | 1,2 | 0,4 | 0,0 | 5,5  |  |
| 2017/18                                                                                 | Нижний Новгород  | Единая лига ВТБ                  | 21  | 8  | 11,9 | 41,4 | 42,4 | 78,6  | 0,9 | 1,1 | 0,5 | 0,0 | 6,2  |  |
| 2017/18                                                                                 | Нижний Новгород  | Кубок ФИБА Европы                | 9   | 1  | 11,5 | 40,9 | 35,3 | 100,0 | 1,3 | 1,2 | 0,3 | 0,0 | 3,8  |  |
| 2018/19                                                                                 | Все клубы        | Все лиги                         | 10  | 4  | 17,3 | 38,4 | 35,0 | 69,6  | 1,9 | 1,6 | 0,2 | 0,0 | 8,6  |  |
| 2018/19                                                                                 | Нижний Новгород  | Квалификация Лиги чемпионов ФИБА | 6   | 3  | 21,5 | 42,9 | 38,7 | 66,7  | 2,3 | 2,3 | 0,3 | 0,0 | 12,3 |  |
| 2018/19                                                                                 | Нижний Новгород  | Единая лига ВТБ                  | 4   | 1  | 11,0 | 23,5 | 22,2 | 100,0 | 1,3 | 0,5 | 0,0 | 0,0 | 3,0  |  |
|                                                                                         |                  | Всего                            | 246 | 75 | 13,5 | 36,9 | 35,2 | 79,0  | 1,3 | 1,0 | 0,4 | 0,0 | 5,1  |  |
| Наведите курсор мыши на аббревиатуры в заголовке таблицы, чтобы прочесть их расшифровку |                  |                                  |     |    |      |      |      |       |     |     |     |     |      |  |